# Ovejas (Añasco)
Ovejas es un barrio ubicado en el municipio de Añasco en el estado libre asociado de Puerto Rico. En el Censo de 2010 tenía una población de 1549 habitantes y una densidad poblacional de 310,36 personas por km².

## Geografía
Ovejas se encuentra ubicado en las coordenadas 18°15′43″N 67°6′49″O / 18.26194, -67.11361. Según la Oficina del Censo de los Estados Unidos, Ovejas tiene una superficie total de 4.99 km², de la cual 4.97 km² corresponden a tierra firme y (0.42%) 0.02 km² es agua.

## Demografía
Según el censo de 2010, había 1549 personas residiendo en Ovejas. La densidad de población era de 310,36 hab./km². De los 1549 habitantes, Ovejas estaba compuesto por el 86.64% blancos, el 7.88% eran afroamericanos, el 0.32% eran amerindios, el 2.39% eran de otras razas y el 2.78% pertenecían a dos o más razas. Del total de la población el 99.29% eran hispanos o latinos de cualquier raza.